# Museo marittimo (Indonesia)
Il Museo marittimo (in indonesiano Museum Bahari) è un museo dedicato alla storia marittima dell'Indonesia. Si trova nel vecchio porto di Sunda Kelapa situato all'estuario del fiume Ciliwung nel distretto di Penjaringan, Giacarta Settentrionale
Il museo si trova negli ex magazzini della Compagnia olandese delle Indie orientali e nella collezioni si trovano numerose imbarcazioni da pesca e oggetti e attrezzi legati alla navigazione provenienti da diverse parti dell'arcipelago indonesiano.